# Albert Liurette
Albert Liurette né le 3 juillet 1904 à Madina Kouta dans Lébékéré en Moyenne Guinée et  mort le 22 février 2002 dans le 13e arrondissement de Paris, était un médecin et homme politique guinéen.

## Biographie et études
Albert est né à Kouta en 1904, il a étudié à l'École de médecine de Dakar, obtenant un diplôme de médecine africaine. Sergent au 2e RIC de l'armée française, deuxième régiment d'Infanterie coloniale, il fut arrêté par la Wehrmacht et prisonnier au Frontstalag 180 (Amboise, Indre et Loire, France jusqu'en 1941.

## Parcours politique
Avant les élections du 17 juin 1951 à l'Assemblée nationale française, Liurette est placée à la deuxième place sur la liste de la section française de l'internationale ouvrière (SFIO). Avec 67 480 voix soit 30,5%, la SFIO a remporté deux des trois sièges attribués à la Guinée. Yaciné Diallo et Liurette ont été élus à l'assemblée nationale française du  17 juin 1951 au 1er décembre 1955.
Liurette devient secrétaire de l'Assemblée nationale en janvier 1955, Albert Liurette a siégé dans les commissions de la famille et de la santé publique, des territoires d'outre-mer ainsi qu'à la commission des pensions. Le nouveau député, très effacé durant les premières années de la législature, n'intervient qu'à partir de 1954 et exclusivement sur les questions de l'outremer. Il s'intéresse particulièrement à l'organisation municipale et au statut des fonctionnaires africains. Il participe assez activement à la discussion des crédits du ministre de la France d'outre-mer pour 1955. Les votes sont conformes aux consignes du groupe parlementaire SFIO, généralement dans l'opposition hormis la parenthèse Mendès France. Le 30 août 1954 il a voté la motion Aumeran, s'opposant ainsi à la ratification du traité de CED.
En 1956, Albert Liurette ne s'est pas représenté à l'Assemblée.